# Aldo Silvagna
Aldo Silvagna (Parma, 20 febbraio 1938 – Parma, 21 settembre 2024) è stato un calciatore italiano, di ruolo difensore.

## Carriera
Dopo gli esordi con il Fidenza, nel 1959 passa al Parma con cui disputa sei campionati di Serie B per un totale di 143 presenze e 3 gol, e dopo la retrocessione avvenuta nel 1965 gioca con i crociati per altri due anni.
Nella stagione 1968-1969 veste la maglia della Parmense che vince il campionato regionale di Prima Categoria e l'anno successivo si trasforma in Parma A.C. 1968.